# Huandarillo
Huandarillo är en ort i Mexiko.   Den ligger i kommunen Pénjamo och delstaten Guanajuato, i den centrala delen av landet, 300 km väster om huvudstaden Mexico City. Huandarillo ligger 1 688 meter över havet och antalet invånare är 426.
Terrängen runt Huandarillo är platt norrut, men söderut är den kuperad. Runt Huandarillo är det ganska tätbefolkat, med 54 invånare per kvadratkilometer. Närmaste större samhälle är Numarán, 9,6 km nordväst om Huandarillo. I omgivningarna runt Huandarillo växer huvudsakligen savannskog.